# 高井としを
高井 としを（たかい としを、1902年〈明治35年〉10月26日 - 1983年〈昭和58年〉11月9日）は、日本の労働運動家。文筆家の細井和喜蔵の事実婚上の妻であり、自身の女工としての経験を細井に伝え、当時の女工の過酷な労働の実態を告発する細井の書『女工哀史』発行に協力した。同書の事実上の共作者でもある。

## 経歴
岐阜県揖斐川町東津汲で誕生した。家は貧しく、小学校には3か月しか行けなかった。10歳で紡績工として勤めた。生活費を除くと収入はほとんど手元に残らなかった。仕事は長時間で過酷、食事は粗末で、栄養失調や病気で倒れる者が続出した。
1920年（大正9年）、ストライキの現場で、労働者同士の団結と平等、生活の向上などを訴えるビラを目にした。その日の内に身の周りの物を売り払って旅費を工面し、その夜に上京して、東京モスリン亀戸工場に入社した。読書に励み、ストライキへの参加を始めた。これが、終生をかけた労働運動の始まりとなった。
1921年（大正10年）、ストライキを通じて細井和喜蔵と出会い、同棲を始めた。病弱で職を失った細井の生活を支えると共に、女性しか立ち入れない工場の寄宿舎での逸話や女工たちの考え方を語り、『女工哀史』完成を目指して協力した。
1925年（大正14年）に『女工哀史』が完成。実体験に基づくその内容は、大きな反響を呼んだ。「としをの存在がなければ、この書が世に出ることはなかった」との声もある。しかし完成直後に、細井は死去した。としをは細井の子を身ごもったが、細井を喪った衝撃と疲労がもとで早産、子供は夭折した。さらに「『女工哀史』の著者の妻」と睨まれたために就職が困難で、事実婚のために著作権を引き継ぐこともできなかった。
1927年（昭和2年）、大阪で活動家の高井信太郎と結婚し、特高の監視の目を浴びながらも働いた。戦後の1946年（昭和21年）に夫と死別後も懸命に働きつつ、5人の子供を育てた。一方では1951年（昭和26年）兵庫県で伊丹地方自由労働組合の委員長を務め、労働の現場で、差別を許さない運動を続けた。
高齢のために労働から退いた後、自伝『わたしの女工哀史』を著した。同書で女工時代の体験、細井との出逢いと別れ、その後の生活を著すと共に、「私は働くの大好きです。だけど昔から差別されるの大きらいです」と訴えた。晩年には生涯を振り返り、「石にかじりついても生きてはいけないけれど、仲間の手はしっかりと握って離さないつもりで生き抜いてきた」と語った。1983年（昭和58年）11月9日、81歳で死去した。